# Cremastocheilus robinsoni
Cremastocheilus robinsoni är en skalbaggsart som beskrevs av Mont A. Cazier 1940. Cremastocheilus robinsoni ingår i släktet Cremastocheilus och familjen Cetoniidae. Inga underarter finns listade i Catalogue of Life.